# سهیلا صدیق
سهیلا صدیق (۱۱ مارس ۱۹۴۹ – ۴ دسامبر ۲۰۲۰) سیاست‌مدار اهل افغانستان بود.
وی از دسامبر ۲۰۰۱ تا ۲۰۰۴ در زمان ریاست‌جمهوری حامد کرزی به عنوان رئیس وزارت صحت عامه مشغول به فعالیت بود.
او از زمان محمد ظاهرشاه برای دولت کار می‌کرد.